# Корвингтон, Андре
Мари-Шарль-Андре Корвингтон (фр. Marie-Charles-André Corvington; 19 ноября 1877, Ле-Ке — 13 декабря 1918, Мец) — гаитянский фехтовальщик-рапирист. Участник летних Олимпийских игр 1900 года.

## Биография
Андре Корвингтон родился 19 ноября 1877 года в гаитянском городе Ле-Ке.
Вместе с семьёй перебрался в Париж, где продолжал учёбу. В 1896 году стал бакалавром литературы и философии, в 1904 году — доктором медицины.
В 1906 году получил гражданство Франции. В 1910 году после военной службы женился и поселился в Эперне.
Занимался фехтованием в парижском клубе дворцовых оружейных залов и научных обществ.
В 1900 году вошёл в состав сборной Гаити на летних Олимпийских играх в Париже. В личном турнире рапиристов в первом раунде фехтовал с Эдуаром Фуше из Франции. Исход поединка не имел значения — в следующий раунд проходили по решению жюри, и оба соперника туда не попали.
Наряду с фехтовальщиком Шарлем Тьерселином и регбистом Константином Энрикесом был первым представителем Гаити на Олимпийских играх, несмотря на то что Олимпийского комитета Гаити на тот момент не существовало (он был основан в 1914 году и признан в 1924 году) и участие сборной этой страны в Играх 1900 года не было официальным по версии МОК.
Служил в 141-м пехотном полку французской армии. В августе 1914 года после начала Первой мировой войны был мобилизован и направлен в военный полевой госпиталь 3/55 в качестве майора медицинской службы первого класса.
Умер 13 декабря 1918 года во французском городе Мец от болезни, которой заразился на войне во время работы в госпитале. Похоронен в городе Реймс.
8 апреля 1919 года произведён в кавалеры ордена Почётного легиона (посмертно).

## Семья
Отец - Эдмон Корвингтон (1851—1903), юрист. Мать — Мелиси Корвингтон (урождённая Малле; 1858—?).
Жена — Маргарит Луиз Шамеруа (1888—?). Поженились в 1910 году. 
Сын — Луи Андре Корвингтон (1915—1916).